# Copa COSAFA 2017
La Copa COSAFA 2017 fue la 17.ª edición de la Copa COSAFA, una competición internacional de fútbol en que participa equipos nacionales de países miembros del Consejo de Asociaciones de Fútbol de África del Sur (COSAFA). Fue organizada por Sudáfrica del 25 de junio al 9 de julio de 2017.

## Sistema de competición
Es un torneo organizado por la Cosafa, Consejo de Asociaciones de Fútbol de África del Sur (Council of Southern Africa Football Associations, en inglés).
Los países que actualmente pueden clasificarse para competir son: Angola, Botsuana, Comoras, Lesoto, Madagascar, Malaui, Mauricio, Mayotte, Mozambique, Namibia, Reunión, Seychelles, Sudáfrica, Suazilandia, Zambia y Zimbabue. 
Actualmente hay una fase de grupos, con dos grupos de cuatro equipos. El primero de cada grupo pasa a cuartos de final, ronda en la que ya se encuentran directamente seis equipos (los seis mejores según la Clasificación mundial de la FIFA). Luego hay semifinales y la final, que es a partido único.

## Participantes
| - Angola - Botsuana - Lesoto - Madagascar - Malaui - Mauricio - Mozambique | - Namibia - Seychelles - Sudáfrica - Suazilandia - Tanzania (invitado) - Zambia - Zimbabue |

## Fase de grupos

### Grupo A
| Pos. | Equipo   | Pts. | PJ | G | E | P | GF | GC | Dif. | Clasificación                  |
| ---- | -------- | ---- | -- | - | - | - | -- | -- | ---- | ------------------------------ |
| 1    | Tanzania | 5    | 3  | 1 | 2 | 0 | 3  | 1  | +2   | Clasificado a cuartos de final |
| 2    | Angola   | 5    | 3  | 1 | 2 | 0 | 1  | 0  | +1   |                                |
| 3    | Mauricio | 2    | 3  | 0 | 2 | 1 | 1  | 2  | −1   |                                |
| 4    | Malaui   | 2    | 3  | 0 | 2 | 1 | 0  | 2  | −2   |                                |

 Fuente: COSAFA
| 25 de junio de 2017 | Tanzania        | 2–0     | Malaui | Estadio Moruleng, Moruleng             |                                        |
|                     | Kichuya 13' 18' | Reporte |        | Árbitro(s): Hélder Martins De Carvalho | Árbitro(s): Hélder Martins De Carvalho |

| 25 de junio de 2017 | Mauricio | 0–1     | Angola     | Estadio Moruleng, Moruleng |                            |
|                     |          | Reporte | Quibeto 4' | Árbitro(s): Jackson Pavaza | Árbitro(s): Jackson Pavaza |

| 27 de junio de 2017 | Malaui | 0–0     | Mauricio | Royal Bafokeng Stadium, Phokeng |                             |
|                     |        | Reporte |          | Árbitro(s): Lebalang Mokete     | Árbitro(s): Lebalang Mokete |

| 27 de junio de 2017 | Angola | 0–0     | Tanzania | Royal Bafokeng Stadium, Phokeng |                          |
|                     |        | Reporte |          | Árbitro(s): Victor Gomes        | Árbitro(s): Victor Gomes |

| 29 de julio de 2017 | Tanzania  | 1–1     | Mauricio      | Estadio Moruleng, Moruleng             |                                        |
|                     | Msuva 68' | Reporte | Perticots 67' | Árbitro(s): Hélder Martins De Carvalho | Árbitro(s): Hélder Martins De Carvalho |

| 29 de junio de 2017 | Malaui | 0–0     | Angola | Royal Bafokeng Stadium, Phokeng     |                                     |
|                     |        | Reporte |        | Árbitro(s): Ahmad Imtehaz Heeralall | Árbitro(s): Ahmad Imtehaz Heeralall |

### Grupo B
| Pos. | Equipo     | Pts. | PJ | G | E | P | GF | GC | Dif. | Clasificación                  |
| ---- | ---------- | ---- | -- | - | - | - | -- | -- | ---- | ------------------------------ |
| 1    | Zimbabue   | 7    | 3  | 2 | 1 | 0 | 10 | 0  | +10  | Clasificado a cuartos de final |
| 2    | Madagascar | 7    | 3  | 2 | 1 | 0 | 6  | 1  | +5   |                                |
| 3    | Mozambique | 3    | 3  | 1 | 0 | 2 | 3  | 9  | −6   |                                |
| 4    | Seychelles | 0    | 3  | 0 | 0 | 3 | 1  | 10 | −9   |                                |

 Fuente: COSAFA
| 26 de junio de 2017 | Mozambique | 0–4     | Zimbabue                                        | Estadio Moruleng, Moruleng          |                                     |
|                     |            | Reporte | Karuru 45+2' 66' · Mushure 78' · Majarira 90+3' | Árbitro(s): Ahmad Imtehaz Heeralall | Árbitro(s): Ahmad Imtehaz Heeralall |

| 26 de junio de 2017 | Madagascar                            | 2–0     | Seychelles | Estadio Moruleng, Moruleng |                          |
|                     | Raveloarisona 45+1' · Raherinaivo 75' | Reporte |            | Árbitro(s): Wisdom Chewe   | Árbitro(s): Wisdom Chewe |

| 28 de junio de 2017 | Zimbabue | 0–0     | Madagascar | Royal Bafokeng Stadium, Phokeng |                          |
|                     |          | Reporte |            | Árbitro(s): Joshua Bondo        | Árbitro(s): Joshua Bondo |

| 28 de junio de 2017 | Seychelles  | 1–2     | Mozambique             | Royal Bafokeng Stadium, Phokeng |                         |
|                     | Melanie 63' | Reporte | Teca 48' · Simango 70' | Árbitro(s): Pilan Ncube         | Árbitro(s): Pilan Ncube |

| 30 de junio de 2017 | Mozambique  | 1–4     | Madagascar                                                | Estadio Moruleng, Moruleng |                          |
|                     | Arnaldo 30' | Reporte | Fanomezana 8' 54' · Ndrantoharilala 33' · Raherinaivo 79' | Árbitro(s): Victor Gomes   | Árbitro(s): Victor Gomes |

| 30 de junio de 2017 | Zimbabue                                          | 6–0     | Seychelles | Royal Bafokeng Stadium, Phokeng |                            |
|                     | Karuru 24' 26' 67' · Dube 57' · Mushure 85' 90+3' | Reporte |            | Árbitro(s): Jackson Pavaza      | Árbitro(s): Jackson Pavaza |

## Fase Final
Sudáfrica, Suazilandia, Zambia, Namibia, Botsuana y Lesoto clasificaron directamente a esta fase.

### Cuartos de final
| 1 de julio de 2017 | Botsuana       | 1–2     | Zambia                 | Royal Bafokeng Stadium, Phokeng     |                                     |
|                    | Seakanyeng 79' | Reporte | Mwila 10' · Shonga 70' | Árbitro(s): Ahmad Imtehaz Heeralall | Árbitro(s): Ahmad Imtehaz Heeralall |

| 1 de julio de 2017 | Namibia                                                          | 0–0 (t. s.)(4–5 p.)        | Lesotho                                                    | Royal Bafokeng Stadium, Phokeng |                          |
|                    |                                                                  | Reporte                    |                                                            | Árbitro(s): Wisdom Chewe        | Árbitro(s): Wisdom Chewe |
|                    |                                                                  | Tiros desde el punto penal |                                                            |                                 |                          |
|                    | Shitembi · Keimuine · Katjiteo · Ketjijere · Katjiteo · Gebhardt |                            | Kalake · Koetle · Motebang · Sello · Mokhehle · Moremoholo |                                 |                          |

| 2 de julio de 2017 | Sudáfrica | 0–1     | Tanzania   | Royal Bafokeng Stadium, Phokeng |                         |
|                    |           | Reporte | Maguri 18' | Árbitro(s): Pilan Ncube         | Árbitro(s): Pilan Ncube |

| 2 de julio de 2017 | Suazilandia    | 1–2     | Zimbabue                 | Royal Bafokeng Stadium, Phokeng |                          |
|                    | Badenhorst 48' | Reporte | Karuru 16' · Mutizwa 79' | Árbitro(s): Victor Gomes        | Árbitro(s): Victor Gomes |

### Ronda de Consolación
Los eliminados en cuartos de final juegan para definir al quinto lugar del torneo.
| 4 de julio de 2017 | Botsuana | 0–2     | Sudáfrica                      | Estadio Moruleng, Moruleng        |                                   |
|                    |          | Reporte | Norodien 33' · Moseamedi 90+3' | Árbitro(s): Andofetra Rakotojaona | Árbitro(s): Andofetra Rakotojaona |

| 4 de julio de 2017 | Namibia      | 1–0     | Suazilandia | Estadio Moruleng,, Moruleng |                             |
|                    | Katjiteo 57' | Reporte |             | Árbitro(s): Lebalang Mokete | Árbitro(s): Lebalang Mokete |

### Semifinales
| 5 de julio de 2017 | Zambia                                           | 4–2     | Tanzania              | Estadio Moruleng,, Moruleng |                          |
|                    | Mwila 44' · Shonga 45+2' 68' · Chirwa 56' (pen.) | Reporte | Nyoni 16' · Msuva 85' | Árbitro(s): Victor Gomes    | Árbitro(s): Victor Gomes |

| 5 de julio de 2017 | Lesoto                                            | 3–4     | Zimbabue                            | Estadio Moruleng,, Moruleng            |                                        |
|                    | Motebang 42' · Potloane 80' · Koetle 90+2' (pen.) | Reporte | Mutizwa 19' 51' 83' · Chawapiwa 64' | Árbitro(s): Hélder Martins De Carvalho | Árbitro(s): Hélder Martins De Carvalho |

### 5º Lugar
| 7 de julio de 2017 | Sudáfrica  | 1–0     | Namibia | Estadio Moruleng,, Moruleng |                         |
|                    | Mokate 36' | Reporte |         | Árbitro(s): Pilan Ncube     | Árbitro(s): Pilan Ncube |

### 3º Lugar
| 7 de julio de 2017 | Tanzania                               | 0–0 (t. s.)(4–2 p.)        | Lesoto                                | Estadio Moruleng,, Moruleng |                          |
|                    |                                        | Reporte                    |                                       | Árbitro(s): Wisdom Chewe    | Árbitro(s): Wisdom Chewe |
|                    |                                        | Tiros desde el punto penal |                                       |                             |                          |
|                    | Ramadhani · Mao · Msuva · Banda · Loth |                            | Kalake · Koetle · Motebang · Mokhehle |                             |                          |

### Final
| 9 de julio de 2017 | Zambia     | 1–3     | Zimbabue                                 | Royal Bafokeng Stadium, Phokeng     |                                     |
|                    | Mundia 39' | Reporte | Mutizwa 2' · Chawapiwa 57' · Mushure 67' | Árbitro(s): Ahmad Imtehaz Heeralall | Árbitro(s): Ahmad Imtehaz Heeralall |

## Campeón
| Copa COSAFA 2017    |
| ------------------- |
| Bandera de Zimbabue |
| Zimbabue 5º Título  |

## Goleadores
6 goles
- Ovidy Karuru

5 goles
- Knox Mutizwa

4 goles
- Ocean Mushure

3 goles
| - Justin Shonga |

2 goles
| - Tojo Claudel Fanomezana - Rinjala Raherinaivo | - Shiza Kichuya - Simon Msuva | - Brian Mwila - Talent Chawapiwa |

1 gol
| - Augusto Quibeto - Kabelo Seakanyeng - Tsoanelo Koetle - Sera Motebang - Mabuti Potloane - Ranaivoson Ndrantoharilala - Ardino Raveloarisona - Kevin Perticots | - Arnaldo - Joao Simango - Stélio Teca - Roger Katjiteo - Roddy Melanie - Mohau Mokate - Judas Moseamedi - Riyaad Norodien | - Felix Badenhorst - Elias Maguri - Erasto Nyoni - Jackson Chirwa - Lubinda Mundia - Prince Dube - Blessing Majarira |